# فيكتوريا هيسلوب
فيكتوريا هيسلوب (بالإنجليزية: Victoria Hislop)‏ (8 يونيو 1959 في المملكة المتحدة)؛ صحفية، كاتِبة وروائية بريطانية.

## روابط خارجية
- فيكتوريا هيسلوب على موقع IMDb (الإنجليزية)
- فيكتوريا هيسلوب على موقع ميوزك برينز (الإنجليزية)